# Filles du Saint-Cœur de Marie
Les Filles du Saint-Cœur de Marie sont un ordre religieux catholique. C'est la première congrégation autochtone d'Afrique.

## Histoire
La congrégation a été fondée le 24 mai 1858 par Mgr Aloyse Kobès, futur vicaire apostolique de Dakar.

« Nous devons nous rappeler tous les jours que tout ce que nous faisons est l’œuvre de Dieu. »

— Mgr Aloyse Kobès
Les Filles du Saint-Cœur de Marie définissent de nouvelles constitutions en 1969. Mère Jean Louis Dieng est élue supérieure générale en 1970, et réélue en 1976. Mère Marie-Reine Faye lui succède en 1982. Mère Marie-Catherine Kingbo est élue en 1988, et réélue en 1994. En 2021, la mère supérieure est sœur Marie Diouf.
En 2000, la congrégation compte 239 membres, pour 50 communautés réparties dans les pays suivants : Sénégal, Guinée-Bissau, Cap-Vert, Centrafrique, Niger, Tchad, Côte-d'Ivoire.
Automne 2024, trois sœurs de la congrégation (sœur Sabine, sœur Augustine et sœur Aurélie), résideront au Mont-Roland et exerceront différentes missions au Sanctuaire Notre-Dame de Mont-Roland. Dans le Jura, en Bourgogne-Franche-Comté, France.

## Spiritualité
Notre charisme est de travailler à l’évangélisation en profondeur des peuples et particulièrement de la femme, ayant pour base l’amour de Dieu, l’esprit de foi, la prière et le sens du sacrifice. Nous sommes engagées auprès des femmes, des jeunes et des enfants.
Nous essayons d’accentuer « l’amour dans notre vie fraternelle, d’incarner la disponibilité de Marie dans nos tâches et le quotidien de nos vies. Ainsi, nous voulons nous tenir tout près du Cœur immaculé de Marie, Calebasse débordante d’amour, de tendresse et de miséricorde », (Règle de vie, n° 7).